# Asemini
Los aseminos (Asemini) son una tribu de coleópteros crisomeloideos de la familia Cerambycidae.

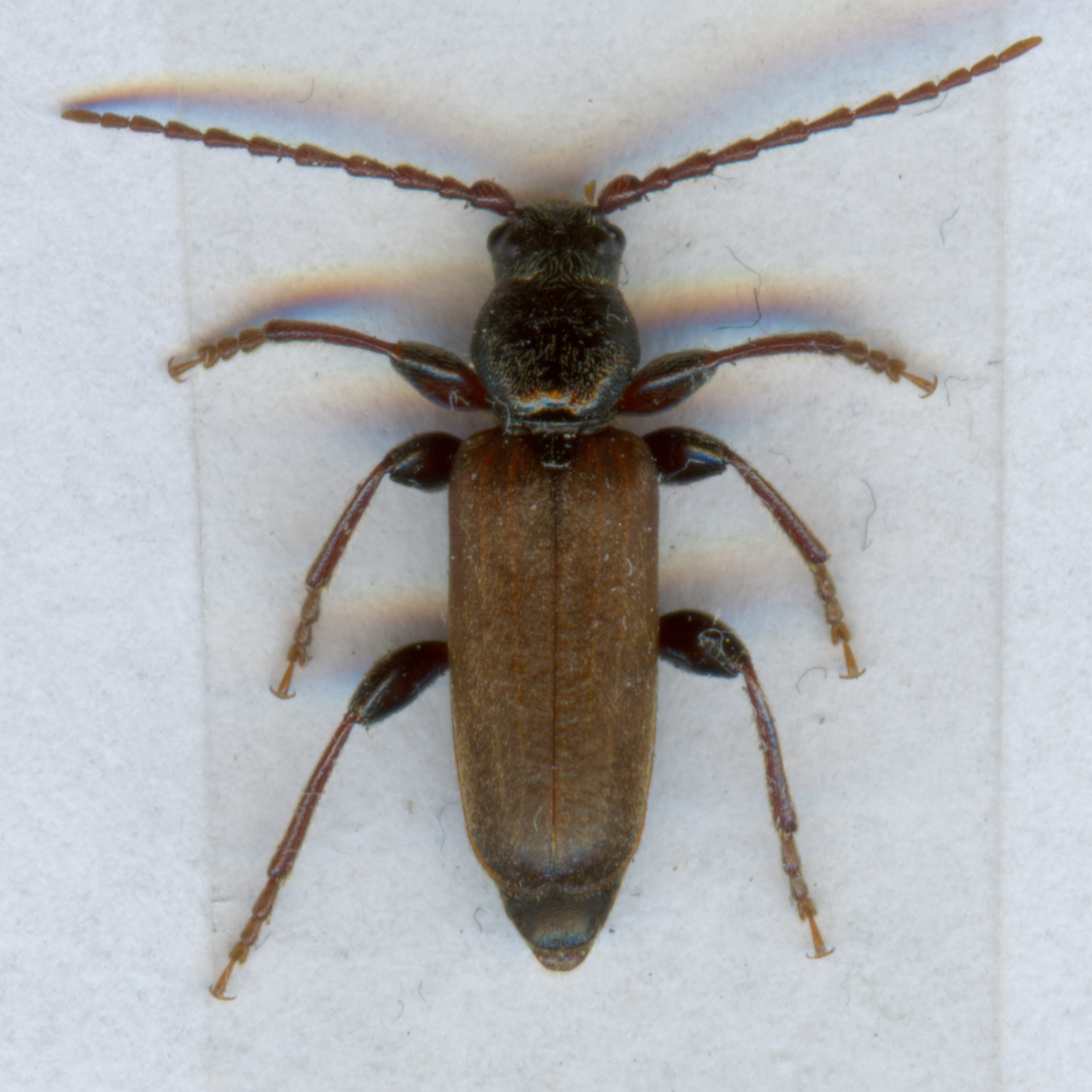
Tetropium castaneum

## Géneros y especies
- Género Arhopalus
  - Arhopalus asperatus (LeConte, 1859)
  - Arhopalus cubensis (Mutchler, 1914)
  - Arhopalus foveicollis (Haldeman, 1847)
  - Arhopalus hispaniolae (Fisher, 1942)
  - Arhopalus productus (LeConte, 1850)
  - Arhopalus rusticus (Linnaeus, 1758)
- Género Asemum
  - Asemum australe LeConte, 1850
  - Asemum caseyi Linsley, 1957
  - Asemum glabrellum Bates, 1892
  - Asemum nitidum LeConte, 1873
  - Asemum striatum (Linnaeus, 1758)
- Género Megasemum
  - Megasemum asperum (LeConte, 1854)
- Género Tetropium
  - Tetropium abietis Fall, 1912
  - Tetropium auripilis Bates, 1885
  - Tetropium beckeri Franz, 1955
  - Tetropium cinnamopterum Kirby in Richardson, 1837
  - Tetropium fuscum (Fabricius, 1787)
  - Tetropium guatemalanum Bates, 1892
  - Tetropium opacipenne Bates, 1885
  - Tetropium opacum Franz, 1955
  - Tetropium parallelum Casey, 1891
  - Tetropium pilosicorne Linsley, 1935
  - Tetropium schwarzianum Casey, 1891
  - Tetropium schwerdtfegeri Franz, 1955
  - Tetropium velutinum LeConte, 1869